# Синегорский (Ростовская область)
Синегорский — посёлок (с 1932 года до 2004 года пгт) в Белокалитвинском районе Ростовской области.
Является центром Синегорского сельского поселения.

## География
Посёлок расположен в южной части Белокалитвинского района на правом берегу реки Северский Донец, с сильно изрезанной поверхностью балками и оврагами, с общим уклоном в сторону реки, равным в среднем 0,04. Река Северский Донец — судоходна, и протекает в направлении с северо-запада на юго-восток.
Наиболее крупные балки: Зубревая, Свидовая и Виноградная, вытянуты в меридиональном направлении. Русла балок имеют водотоки с расходом воды 1-2 л/сек.

### Климат
Климат континентальный, с жарким летом и холодной зимой (данные 1960-х годов). Максимальная температура в течение года +40 °C, а минимальная -40 °C. Промерзание почвы зимой от 0,8 до 1,1 м.

### История геологических исследований
В период с 1864 по 1869 годы Горное ведомство производило геологическое исследование района, была составлена поверхностная карта геологами Желтонажкиным, Васильевым и Антиповым.
С 1892 по 1917 годы Геологический комитет производил детальную геологическую съемку Донбасса. Работа велись Яворским под руководством Путугина. В 1931—1932 годах «Севкавуглем» начаты в Краснодонецком районе разведочные буровые работы — пробурено 3 скважины, общим метражом 1012,4 м. Разведка участка проводилась также в 1938, 1947 и 1951 годах.
В геологическом строении участка принимают участие каменноугольные и четвертичные отложения. Мощность четвертичных отложений колеблется от 0 до 16 м. Они представлены светло-бурыми суглинками с гнездами песка, иногда мелкой гальки известняков и песчаников.

### Тектоника
Участок расположен на южном пологом крыле Краснодонецкой котловины, характеризующимся спокойным моноклинальным залеганием, не осложняющимся дополнительными мелкими складками или крупными дизъюнктивными нарушениями. Простирание пород на участке широтное, направления падения северное.

### Подземные воды
Подземные воды на участке приурочены к каменноугольным и четвертичным отложениям. Четвертичные отложения представлены желто-бурыми лёссовидными суглинками, мощностью от 1 до 16 м. Обводнены они частично, почти на всей площади отдают атмосферную воду породам карбона. Водоносные горизонты распространены ограниченно и мощность их незначительна.

## История
Первые поселения кочевников на правом берегу реки Северский Донец начали возникать в конце XVIII века, в дальнейшем поселения кочевников получили название Кочевань. В начале XIX века Кочевань превратилась в хутор Синегорский. Название хутора этимологически восходит к местному холму — в отблесках заходящего солнца правобережный холм («гора») окрашивается в синие тона (Синегорский → синяя гора).
Территория, на которой расположен Синегорский, является отрогами Донецкого кряжа и входит в Донецкий угольный бассейн. На протяжении XIX века вокруг хутора открылось несколько шахт по добыче каменного угля и возникли разрозненные поселения шахтеров. Так появились поселки: Шахта 7, Шахта 10, Шахта 13, Шахта 8, Шахта 4, Шахта 3.
С 1 октября 1924 года по 1925 год на территории хутора Синегорский был образован Синегорский сельсовет Усть-Белокалитвинского района Шахтинско-Донецкого округа. На территории Синегорского сельсовета был создан рабочий посёлок Синегорский. Синегорский поселковый совет в ноябре 1938 года был передан в состав Белокалитвинского района Ростовской области из города Шахты Ростовской области. 24 декабря 1938 года состоялись первые выборы депутатов трудящихся Синегорского поселкового Совета, был избран Исполнительный комитет. За весь период деятельности Синегорского поселкового Совета и его исполкома местонахождение административного центра — посёлок Синегорский не изменилось, статус поселка также не изменялся.
В годы Великой Отечественной войны посёлок Синегорский с июля 1942 года по февраль 1943 года находился в оккупации. В ходе наступательных операций советских войск посёлок был освобожден.
В процессе исторического развития территории новые населенные пункты возникали там, где начинал свою деятельность новый производственный объект. Так появились поселки: Водный, Водоканал, Рыбачий.
Посёлок с января 1954 года по ноябрь 1957 года входил в состав Каменской области РСФСР, в 1957 году вновь вернулся в состав Ростовской области.
В июне 1959 года из Богураевского сельсовета в состав Синегорского поселкового Совета переданы: поселки Шахты 16/17 и хутор Красный Октябрь. С декабря 1962 года Синегорский поселковый Совет депутатов трудящихся и его исполком переходит в административное подчинение Белокалитвинского Горсовета. 29 сентября 1964 года исполком Синегорского поссовета принимает решение «О наименовании поселков» Согласно этому решению возникают возникают поселки: Октябрьский (включает в себя посёлок Октябрьский и поселки Шахты 16/17) Синегорский (включает в себя посёлок Колонка 3, посёлок Горный, посёлок Рыбачий, посёлок Шахты 8, посёлок Водоканал, посёлок Красный, посёлок Синегорский) Водный (включает в себя поселки Шахты 4-10, посёлок Шахты 7) Виноградный и хутор Почтовый.
В октябре 1966 г. Исполком Белокалитвинского горсовета выходит с ходатайством о включении поселка Шахты 8 в состав поселка Синегорский и наименованием всего населенного пункта посёлок Синегорский; считать посёлок Шахты 8 центром Синегорского поссовета.
В августе 1967 года хутор Петровский исключен из учета данных. Решением Белокалитвинского горисполкома № 264 от 16.10.1985 года посёлок Шахты № 7 переименован в посёлок Боярышниковый, посёлок Шахты 4-10 в посёлок Углекаменный, посёлок Шахты 16-17 в посёлок Октябрьский. 12 ноября 1985 года исполком Синегорского поссовета принимает решение о переименовании поселка Октябрьский в посёлок Ясногорка.
В настоящее время администрация поселка является структурным подразделением администрации города Белая Калитва и Белокалитвинского района. Формами общественного самоуправления являются сходы, собрания граждан, комитеты самоуправления, казачье этническое общество.
Сходы проводятся в каждом населенном пункте 2 раза в год. Помощь в работе администрации оказывают комитеты самоуправления, которые возглавляют председатели комитетов. Глава поселковой администрации назначается главой администрации города и района. Основными распорядительными документами поселковой администрации являются постановления и распоряжения главы администрации города и района и главы поселковой администрации.

## Население
| 1939 | 1959    | 1970    | 1979    | 1989  | 2002  | 2010  |
| ---- | ------- | ------- | ------- | ----- | ----- | ----- |
| 6160 | ↗13 196 | ↘11 544 | ↘10 091 | ↘9768 | ↘6670 | ↘5750 |

### Известные люди
В посёлке жил Герой Советского Союза Фёдор Нестерович Семиглазов.
В посёлке родилась Наталья Толстая — известный психолог, писатель, телерадиоведущая.